# 熱舒適性
熱舒適性（英文：Thermal comfort）為人體對溫度、濕度、風速等物理環境的感受與喜好狀態，可以透過主觀評估（ASHRAE 55）的方式來確認，不僅影響人體的工作效率，更可能造成健康上的危害。暖通空調設計的主要目的之一就是維持在建築物（或是其他空間）之內的熱舒適性，因此熱舒適性同時也是建築性能模擬中的重要指標。統計上常以不舒適時間的百分比來表示。
人體新陳代謝所產生的熱若可以散發到環境中，人體就和環境達到了熱平衡。影響熱舒適性的主要因素是一些和人體發熱及散熱相關的因素，例如代謝率、衣服隔溫能力、室溫、平均輻射溫度、風速以及相對濕度。而心理因素（例如個人預期等）也會影響熱舒適性。 
美國军方目前正在进行服装的热舒适性研究，透過研究新的通风服装，以加強蒸发的方式來達到熱舒適 。

## 分類
热舒适模型大致可分為静态模型（PMV / PPD）和自適應模型兩大類。
平均預測投票（英文：Predicted Mean Vote，PMV）模型是1970年代由堪薩斯州立大學和丹麥技術大學的Povl Ole Fanger教授所開發，而後被各國廣泛使用的热舒适模型。它是根据热平衡原理和在稳态条件下在受控气候室内收集的实验数据开发，適用於空調空間的熱舒適性評估。研究人員發現，大多數人都會對一理想溫度感到满意。随着室溫逐漸偏離理想溫度，不满意現狀的比率會增加。可以藉由統計表示為通过舒适条件和预测的平均投票（PMV）表示满意的个人百分比。这种方法受到了ASHRAE 884项目开发的自适应舒适度模型的挑战。
1998年 De Dear 教授研究發現 在中央空調的房間中，受測者的熱舒適感受乎與既有的PMV熱舒適模型完全相符。然而出乎他們意料的，平平都是室內空間，PMV模型對於自然通風房間的受測者熱舒適的解釋度就沒這麼高，受試者在自然通風房間對於溫度高低的容忍力似乎比較大（當室外氣溫若偏高，體感舒適溫度也會略微提升，反之亦同）。 因此提出了自適應模型（英文Adaptive Model），其構想是使試驗人員動態地与其周围环境互动。乘员通过衣服，可操作的窗户，风扇，个人取暖器和窗簾来控制其热环境   。PMV模型可以應用於空調空間，而自適應模型則能使用於自然通風空間。
熱舒適可以由各種軟體計算，例如ASHRAE 55 （页面存档备份，存于） 的CBE热舒适工具 （页面存档备份，存于）  、ISO 7730标准和EN 16798-1标准进行的热舒适计算 （页面存档备份，存于）、使用Python包pythermalcomfort （页面存档备份，存于） 和R包comf （页面存档备份，存于） 等。

## 意義
周遭热环境對生物體的用作有很大影響，因为如果核心体温达到37.5–38.3以上的高温条件，热条件可能会威胁人类的生命 °C（99.5–100.9 °F），  或低于35.0的体温过低 °C（95.0 °F）。 建筑物可以改变外部环境的条件，并减少人体在正常的人体温度下保持稳定所需的工作量，这对于人体生理过程的正常运行很重要。在建筑科学研究中，热舒适性与生产力和健康有关。对热环境满意的上班族生产率更高。  高温和高相对湿度的结合降低了热舒适性和室内空气品質。 尽管单个静态温度可以使人感到舒适，但是人们会被诸如篝火和凉爽的水池之类的热变化所吸引。热愉悦是由从不愉快状态到愉悦状态的不同热感觉引起的，而其科学术语是积极的热感觉觉过敏。 對一個位於热中性或舒适狀態的人而言，任何变化都将被视为不舒適。

## 影響因素
由于人的生理和心理满意度差异很大，因此很难找到给定空间中每个人的最佳温度。已经收集了实验室和现场数据，以定義適合特定百分比試驗人員的条件。 
直接影响热舒适度的六个主要因素可以分为两类：个人因素（因为它们是試驗人員的特征）和环境因素（它们是热环境的条件）。前者是新陈代谢率和著衣量，後者是气温、平均輻射溫度、空气速度和湿度。即使所有这些因素都可能随时间变化，标准通常还是要研究稳態温度来研究热舒适性，只允許有限的温度变化。

### 代谢速率
人们具有不同的代谢率，这些代谢率会因活动水平和环境条件而波动  。 ASHRAE 55-2010標準將代谢率定義为生物體内代谢活动將化學能轉化为热量和机械功的水平，通常以整个体表的单位面积表示。代谢率以单位为单位表示，定义如下：
1met= 58.2 W /m²（18.4 Btu / h·ft²），等于静坐的普通人每单位表面积产生的能量。一个普通人的表面积为1.8平方米（19 ft²）。 
ASHRAE-55標準提供了各种活动的符合率表。一些常见的值是：睡眠時為0.7met，靜坐時為1.0met，輕度站立時為1.2-1.4met，涉及運動、步行、舉起重物或操作机械的活動為2.0met或更高。對於間歇性活動，標準規定，如果個人進行的活动在一小時或更短時間内发生变化，则可以使用時間加權平均新陳代謝率。對於更长的时间，必须考虑不同的代謝率。 
根据ASHRAE基础手册，估计代谢率很复杂，并且对于高于或等于二或三的活動水準（尤其是通过多种方式执行此类活动的情况），准确性较低。因此，该标准不适用于平均水準高于二的活动。还可以使用经验公式，比列表中的表格更准确地确定Met值，该公式考虑了呼吸氧气消耗和二氧化碳的产生速率。由于心率与耗氧量之间存在关系，因此有一種與心律有關的方法，雖有生理性質依據，但準確性較差。饮食习惯可能会影响代谢率，从而间接影响热量偏好。这些影响可能会根据食物和饮料的摄入量而变化。 身体形状是影响热舒适性的另一个因素。散热取决于身体表面积。身材高大，瘦长的人比表面积大的人更容易散热，并且比體型豐滿的人更能忍受更高的温度。 

### 衣著因子
人穿着的绝热材料的数量对热舒适度有实质性影响，因为它会影响热量散失，进而影响热量平衡。多层隔热衣服可以防止热量散失，并且可以帮助人体保暖或导致过热。通常，衣服越厚，其具有的绝缘能力越强。根据制成衣服的材料类型，空气流动和相对湿度会降低材料的绝缘能力。  
1clo等于0.155平方米·K / W（0.88 °F·ft²·h / Btu）。這對應於褲子，長袖襯衫和夾克。在ASHRAE 55中可以找到其他常见服装或单身服装的衣服隔热值。 

### 氣溫
空气温度是围绕位置和時間的試驗人員周围空气的平均温度。根据ASHRAE 55标准，空间平均值考虑到了腳踝，腰部和头部的水平，这对于就座或站立的乘员而言会有所不同。时间平均基於三分钟的间隔，至少有18个等間隔的時間點。空气温度通过乾球溫度計測量，因此也稱為乾球温度。

### 平均輻射溫度
辐射温度与从表面传递的辐射热量有关，并且取决于材料吸收或发射热量的能力或其发射率。平均辐射温度取决于周围表面的温度和发射率以及視界因子，或物体“看见”的表面数量。因此，在阳光直射的房间中，一个人所经历的平均辐射温度根据他/她的身体在阳光下的多少而变化。

### 風速
在HVAC中，风速定义为某一点的空气运动速率，不考虑方向。根据ANSI / ASHRAE标准55 ，它是人体暴露于空气中的相对于位置和时间的平均速度。根据SET热生理模型，時間平均值与气温相同，而空间平均值基于人体暴露于均匀风速的假设。但是，某些空间可能会提供非常不均匀的空气速度场，并因此导致皮肤热量损失，这不能被认为是均匀的。因此，设计者应确定适当的平均值，尤其是包括入射在无衣服的身体部位上的风速，它们具有更大的冷却效果并可能导致局部不适。 

### 相对湿度
相对湿度（RH）是空气中的水蒸气量与空气在特定温度和压力下可以保持的水蒸气量之比。人体在皮肤内具有在感觉热和冷方面相当有效的传感器，而相对湿度则是间接检测到的。出汗是一种有效的热量流失机制，它依赖于皮肤的蒸发。但是，在相对湿度较高的情况下，空气接近可以容纳的最大水蒸气，因此蒸发减少，因此热量损失减少。另一方面，非常干燥的环境（RH <20-30％）也很不舒服，因为它们会影响粘膜。在空调建筑物中，室内湿度的推荐水平在30-60％的范围内 但是新标准（例如自适应模型）允许较低和较高的湿度，这取决于涉及热舒适性的其他因素。
最近，在洗澡后对人进行了低相对湿度和高风速的影响测试。研究人员发现，较低的相对湿度会引起热不舒適以及乾燥和發癢的感覺。为了獲得最佳舒適性，建議在浴室中保持相對溼度高於其他房间的溼度。 

#### 皮肤濕度
皮膚濕度被定义为“被汗水覆盖的身体总皮膚表面积的比例”。 皮肤在不同区域的潮湿度也会影响感知到的热舒适度。湿度会增加身体不同部位的湿度，从而导致不适感。这通常位于人体的不同部位，皮肤湿润的局部热舒适极限因人体位置而异。 肢体对潮湿引起的热不适比身体的躯干要敏感得多。尽管可能由于潮湿而引起局部热不适，但是某些部位的潮湿不会影响整个身体的热舒适感。

#### 温度和湿度的相互作用
已经开发出各种类型的體感温度以结合空气温度和空气湿度。对于较高的温度，存在定量标度，例如热指数。对于较低的温度，只能定性的描述其相互作用：
高湿度和低温会使空气感到凉爽。 
相对湿度高的冷空气比相同温度的干燥空气“感觉”更冷，因为在寒冷的天气中高湿度会增加人体的热传导。 
对于潮湿的冷空气比干燥的冷空气感觉更冷，一直存在争议。有人认为这是因为当湿度高时，我们的皮肤和衣服变湿并成为更好的热导体，因此通过传导进行的冷却更多。 

### 自然通風
许多建筑物使用HVAC单元来控制其热环境。其他建筑物自然通风，不依靠机械系统提供热舒适性。根据气候，这可以大大减少能耗。但是，有时将其视为一种风险，因为如果建筑设计不当，室内温度可能会过高。设计合理，自然通风的建筑物可使室内条件保持在一定的范围内，夏季可在此范围内打开窗户并使用风扇，冬季则应穿上额外的衣服，以使人们保持温暖。 

## 模型
在讨论热舒适性时，可以使用两种主要的不同模型：静态模型（PMV / PPD）和自适应模型。

### PMV / PPD方法
PMV / PPD模型是由PO Fanger使用热平衡方程式和有关皮肤温度的经验研究开发的，以定义舒适度。标准的热舒适度调查从冷（-3）到热（+3）的七分制向受试者询问其热感觉。 Fanger方程用于针对空气温度，平均辐射温度，相对湿度，空气速度，新陈代谢率和衣物隔热性的特定组合计算一组对象的预测平均投票（PMV）。  PMV等于零表示热中性，舒适区由PMV处于建议限值（-0.5 <PMV <+0.5）之内的六个参数的组合定义。 尽管预测人群的热感觉是确定舒适条件的重要步骤，但是考虑是否满足人们的需求更为有用。 Fanger开发了另一个方程，将PMV与预测的不满意百分比（英文：Predicted Percentage Dissatisfied，PPD）相关联。这种关系是基于对室内可以精确控制室内的被调查者进行调查的研究。 
PMV / PPD模型已在全球范围内应用，但并未直接考虑适应机制和室外温度条件。   
ASHRAE标准55-2017使用PMV模型设置室内热条件的要求。它要求至少80％的居住者满意。 
用于ASHRAE 55 （页面存档备份，存于）的CBE热舒适工具 （页面存档备份，存于）允许用户输入六个舒适参数，以确定某种组合是否符合ASHRAE 55。结果显示在湿度或温度相对湿度图表上，并指示在给定其余四个参数的给定输入值的情况下适合的温度和相对湿度范围。 
PMV / PPD模型的預測並不夠準確。 使用世界上最大的热舒适性现场调查数据库，  PMV预测人員的热感的准确性仅为34％，这意味着可以正确预测三分之二的热感。 PPD高估了受试者在热中性范围之外（-1≤PMV≤1）的热不可接受性。 PMV / PPD的准确性在通風策略，建筑物类型和气候之间差异很大。 

### 自适应舒适度模型

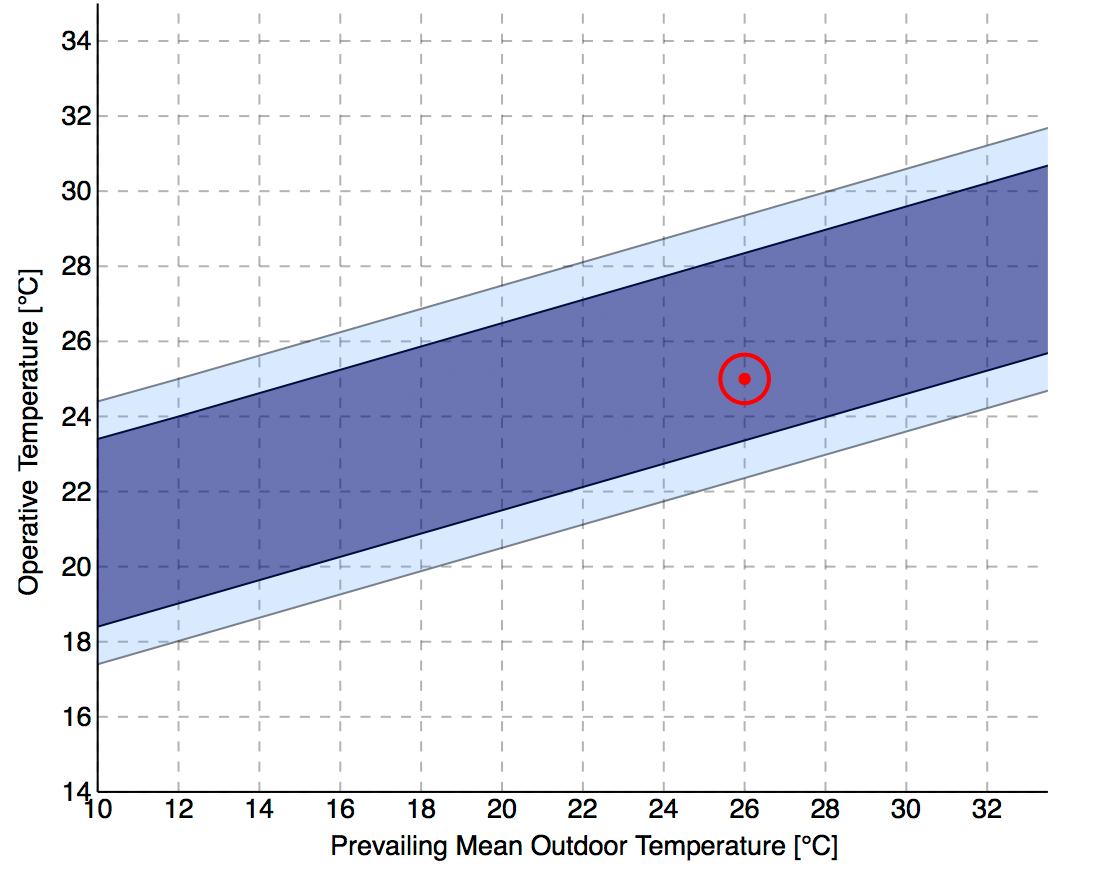
根据ASHRAE标准55-2010的自适应图表

自适应模型基于这样的思想：室外气候会影响室内舒适度，因为人类可以在一年中的不同时间适应不同的温度。适应性假设预测，环境因素（例如可以使用环境控制和过去的热历史）会影响建筑物居住者的热期望和偏好。 许多研究人员在全球范围内进行了实地研究，他们在同时进行环境测量的同时，调查了建筑物居住者的热舒适度。对来自这些建筑物中160座建筑物的结果数据库进行分析后发现，与通风良好的密封建筑物相比，自然通风建筑物的居民所接受的温度范围甚至更广，因为其首选温度取决于室外条件。 这些结果作为适应性舒适模型纳入了ASHRAE 55-2004标准。自适应图表将室内舒适温度与主要室外温度相关联，并定义了80％和90％满意度的区域。 
ASHRAE-55 2010标准引入了当前的平均室外温度作为自适应模型的输入变量。它基于相关日期前连续不少于7天且不超过30天的平均每日室外温度的算术平均值。 也可以通过用不同的系数对温度进行加权来计算，从而对最近的温度越来越重视。如果使用此加权，则无需考虑后续几天的上限。为了应用自适应模型，该空间不应有机械冷却系统，居住者应进行久坐运动，代谢率应达到1-1.3，平均平均气温为10—33.5 °C（50.0—92.3 °F） 。 
该模型特别适用于由人員控制的自然条件空间，在該空間中，室外气候實際上会影響室内條件，从而影响舒適區。实际上，de Dear和Brager的研究表明，自然通风的建筑物中的居住者可以承受更大的温度范围。 这是由于行为和生理上的调整，因为有不同类型的适应性过程。  ASHRAE标准55-2010指出，近期的散热经验，衣服的变化，控制选项的可用性以及乘员期望的变化等方面的差异会改变人们的散热响应。 
在其他标准（例如欧洲EN 15251和ISO 7730标准）中实现了热舒适度的自适应模型。尽管确切的推导方法和结果与ASHRAE 55自适应标准略有不同，但它们基本相同。适用性上的差异更大。 ASHRAE自适应标准仅适用于未安装机械冷却的建筑物，而EN15251可以适用于混合模式的建筑物（前提是系统未运行）。 

#### 心理适应
由于心理因素，个体在给定环境中的舒适度可能会随着时间的流逝而发生变化和适应。对热舒适性的主观感知可能会受先前经验的记忆影响。当反复接触降低了对未来的期望以及对感觉输入的反应时，就会发生习性。这是解释自然通风建筑中现场观测值与PMV预测值（基于静态模型）之间差异的重要因素。在这些建筑物中，与室外温度的关系比预期的强两倍。 
车身具有多种热调节机制，可在剧烈的温度环境中生存。在寒冷的环境中，身体利用血管收缩;这可以减少血液流向皮肤，降低皮肤温度和散热。在温暖的环境中，血管舒张会增加流向皮肤的血液，热传递以及皮肤温度和散热。 如果尽管进行了上述血管舒缩调节后仍存在失衡，则在温暖的环境中将开始产生汗水并提供蒸发冷却。如果这还不够的话，就会出现体温过高的现象，体温可能会达到40 °C（104 °F） ，可能会发生中暑。在寒冷的环境中，发抖会开始，不由自主地迫使肌肉工作并将热量产生增加多达10倍。如果不能恢复平衡，则会导致体温过低，这可能是致命的。 几天至六个月的极端温度长期调节可能会导致心血管和内分泌调节。炎热的气候可能导致血液量增加，血管舒张效果提高，出汗机制性能增强以及热偏好的调整。在寒冷或过热的情况下，血管收缩会变得永久性，从而导致血容量减少和人体新陈代谢率提高。 

#### 適應行為
在自然通风的建筑物中，当室内条件逐渐变得不适时，居住者会采取多种行动以保持舒适。常见的适应性策略包括操作窗户和风扇，调节百叶窗/窗帘，换衣服以及食用食物和饮料。其中，调整窗口是最常见的。 那些采取这种行动的乘客在温暖的温度下会比不采取这种行为的人感到凉爽。 研究人员正在开发行为模型以提高模拟结果的准确性。例如，迄今为止已经开发了许多開窗熱舒適模型，但是对于触发窗口打开的閾值尚无共识。 

## 差異性和敏感性

### 个体差异
个体的热敏感性由參數FS量化，FS越高的個體，对非理想热条件的耐受性较低。耐受性较低的群體包括孕妇，残疾人以及年龄在14岁以下或60岁以上（被视为成人范围）的个人。现有文献提供了一致的证据，表明对热和冷表面的敏感性通常会随着年龄的增长而下降。也有证据表明，六十岁以后，人体对体温调节的有效性逐渐降低。 这主要是由于人体下部的反作用机制反应迟缓，用于将人体核心温度维持在理想值。 老年人比年轻人更喜欢温暖的温度（76与72华氏度）。 

### 生物性别差异
虽然性别之间的热舒适性偏好似乎很小，但仍存在一些平均差异。研究发现，由于温度升高，男性平均感到不适的时间要比女性早得多。平均而言，男性也比女性估计更高的不适感。一项最近的研究对穿着相同棉质衣服的男性和女性进行了测试，他们在进行脑力劳动的同时使用表盘投票来报告他们在不断变化的温度下的热舒适性。 很多时候，雌性会喜欢较高的温度。但是，尽管女性倾向于对温度更敏感，但是男性倾向于对相对湿度水平更敏感。  
在马来西亚沙巴州亚庇的自然通风住宅楼中进行了广泛的现场研究。这项研究探讨了非空调住宅建筑中性别对室内环境的热敏感性。选择分类主持人的多元层次回归进行数据分析；结果表明女性对室内空气温度的敏感性比男性略高。而在热中性条件下，发现男性和女性具有相似的热感觉 。

### 地区差异
在世界不同地区，热舒适性需求可能会因气候而异。在过去的几十年中，由于人口的快速增长，与热舒适有关的节能已成为中国的一大问题 。现在，研究人员正在研究为中国的建筑物供暖和降温的方法，以降低成本并减少对环境的危害。在巴西的热带地区，快速的都市化帶來热岛效應。这些城市地区由於過度的水泥鋪面而營造出蓄熱的都市環境，仅在雨季时才落在舒适范围之内。
在沙特阿拉伯炎热潮湿的地区，热舒适性问题在清真寺中很重要，因为它们是非常大的开放式建筑物，只能间歇使用（星期五非常忙于中午祈祷），很难为它们通风。大的建筑物需要大量的通风，这需要大量的能量，因为这些建筑物仅在短时间内使用。由于间歇性的需求，清真寺的温度调节是一个挑战，导致许多清真寺太热或太冷。堆栈效果也因其尺寸较大而发挥作用，并在清真寺中的人们上方产生了一层热空气。新设计将通风系统放置在建筑物的下部，以在地面上提供更多的温度控制。 

## 應用

### 医疗环境
只要所引用的研究试图讨论一个房间中不同组乘员的热状况，这些研究最终都会基于主观研究简单地提出热舒适满意度的比较。没有研究试图调和强制性必须住在一个房间的不同类型乘员的不同热舒适性要求。因此，有必要研究医院中不同群体的乘员所需的不同热条件，以协调他们在这一概念中的不同要求。为了协调所需的热舒适条件的差异，建议通过合适的机械系统测试在一个房间内使用不同范围的局部辐射温度的可能性。
尽管对医院患者的热舒适性进行了不同的研究，但也有必要研究热舒适条件对医院患者康复质量和数量的影响。也有原始研究表明工作人员的热舒适度与他们的生产率水平之间的联系，但是在该领域的医院中尚未单独进行任何研究。因此，建议针对该主题单独研究覆盖率和方法。还建议针对免疫系统保护水平较低的患者（如HIV患者，烧伤患者等）进行冷却和加热输送系统方面的研究。使用不同的加热系统来防止患者体温过低并同时提高医院工作人员的热舒适度，仍然需要重点关注一些重要领域，包括工作人员的热舒适度及其与生产率的关系。
最后，医院中人，系统和建筑设计之间的交互是一个需要进一步工作的领域，以提高人们对如何设计建筑物和系统的知识的理解，以调和占用建筑物的人们的许多冲突因素。 

### 个人舒适系统
个人舒适系统（英文：Personal comfort systems，PCS）是指个人加热或冷却建筑物居住者的设备或系统。 与中央HVAC系统相比，该概念得到了最好的理解，中央HVAC系统在大范围区域具有统一的温度设置。个人舒适系统包括各种风扇和空气扩散器（例如台式风扇，喷嘴和插槽扩散器，顶置风扇，大容量低速风扇等）以及个性化的辐射或传导性热源（暖脚器，暖腿器，热水袋）等等）。 PCS有可能比当前的HVAC系统更好地满足个人舒适性要求，因为由于年龄，性别，体重，新陈代谢率，衣服和热适应性造成的人际间的热感差异可达到2-5 K的等效温度变化，这是中央统一的HVAC系统无法满足的。 此外，研究表明，控制人的热环境的感知能力倾向于扩大人的容许温度范围。 传统上，PCS设备彼此隔离使用。Andersen等（2016）認為，PCS设备网络可产生良好连接的热舒适性微区，並對應人員在各種不同的情境（例如聚会，会议，音乐会等）下任意選用，以实现最大程度的熱舒適性。